# De Plaat
De Plaat is het debuutalbum van het Nederlandse muzikaal-absurdistische cabaretduo Yentl en de Boer uit 2014.
Het is uitgebracht als USB-stick met de muziek zowel in MP3 als WAV formaat. Als extra bevat de stick een videogame.
Het duo bracht deze plaat in juli 2014 uit tijdens een gratis concert in het Vondelpark Openluchttheater.
Voor de single Ik heb een man gekend wonnen Yentl Schieman en Christine de Boer in april 2015 de Annie M.G. Schmidt-prijs 2014 voor het beste theaterlied van het seizoen.

## Nummers
1. Heel lang geleden - 3:20
2. Wat is die, wat is dat? - 3:23
3. Ik heb een man gekend - 4:08
4. Ballet - 3:59
5. Je moet met mij dansen - 2:20
6. Iemand heeft mijn hart gebroken - 2:31
7. Ik ben alleen - 2:28
8. Planet Worst - 3:45
9. Waakbig - 4:06
10. Muziek - 3:47
11. Roze gitaar - 2:01
12. Zwaai - 3:45
13. High Tech - 1:36

## Singles
- Heel lang geleden
- Ik heb een man gekend